# Алибунар
Алибунар (на сръбски: Алибунар или Alibunar) е град в Сърбия, автономна област Войводина, Южнобанатски окръг, административен център на община Алибунар.
Населението му е 3007 жители (2011 г.).
Намира се в часова зона UTC+1. Пощенският му код е 26310, телефонният е +381 13, а МПС кодът му е PA.